# WiiWare
Ne doit pas être confondu avec DSiWare ou Console Virtuelle.
 (avril 2019).
Si vous disposez d'ouvrages ou d'articles de référence ou si vous connaissez des sites web de qualité traitant du thème abordé ici, merci de compléter l'article en donnant les références utiles à sa vérifiabilité et en les liant à la section « Notes et références ».

Logo de la plate-forme WiiWare.

WiiWare était la plate-forme de téléchargement de jeux vidéo de la console Wii, accessible à partir de la chaîne boutique Wii. Il était possible d'y acheter des jeux à l'aide de Nintendo Points, issus de studios connus tout comme de studios indépendants, ainsi que du contenu additionnel. Les développeurs avaient pour seule contrainte technique la nécessité de produire un jeu de moins de 40 Mo. Ils gardaient ainsi, entre autres, la possibilité d'utiliser les services en ligne comme le Nintendo Wi-Fi Connection et le WiiConnect24 ainsi que les Mii. 
Le WiiWare est lancé le 25 mars 2008 au Japon, le 12 mai 2008 en Amérique du Nord le 20 mai 2008 en Europe sur Wii, et le 18 novembre 2012 lors de la sortie de la Wii U.
Avec l'annonce la fermeture de la chaîne Boutique Wii pour le 31 janvier 2019, il n'est plus possible d'acheter des jeux WiiWare à partir de cette date.

## Historique
Le WiiWare a été annoncé par Nintendo en juin 2007, alors que quelques rumeurs circulaient déjà. Il est présenté comme une possibilité pour les petits développeurs de réaliser des jeux sans déployer de grands moyens.
La plate-forme de téléchargement WiiWare a été mise en route le 25 mars 2008 au Japon, le 12 mai 2008 en Amérique du Nord avec six jeux, et le 20 mai 2008 en Europe avec huit jeux.
Lors du lancement du service, la plupart des critiques spécialisées se sont accordées à dire que LostWinds était le meilleur investissement parmi les titres disponibles à l'époque. D'autres jeux connaîtront un grand succès critique, comme World of Goo, qui a même remporté le prix d’IGN du meilleur jeu Wii de 2008.
Depuis le mois de novembre 2009, Nintendo a lancé une campagne de promotion pour le service en proposant des versions de démonstrations gratuites de certains titres disponibles. Ces démonstrations sont dans un premier temps disponibles en téléchargement jusqu'au 31 janvier 2010.
Le 29 septembre 2017, Nintendo annonça la fermeture de la chaîne Boutique Wii pour le 31 janvier 2019, l'utilisateur ne pouvant plus acheter de nouveaux jeux WiiWare au-delà de cette date,.

## Jeux WiiWare
Le service proposait près de 300 jeux, et la mise à jour du catalogue en Europe se faisait exclusivement le vendredi comme pour le DSiWare et la Console virtuelle.
Une fois téléchargés, les jeux se retrouvent sur le menu Wii. Si la mémoire de la console est pleine, l'utilisateur a la possibilité de transférer ces jeux sur une carte SD, et peut les démarrer depuis ce support externe.
Le mode d'emploi de chaque jeu WiiWare était directement hébergé sur la chaîne boutique Wii, au contraire des autres logiciels disponibles sur la chaîne boutique. 
Il arrivait parfois que certains jeux WiiWare reçoivent des mises à jour afin de corriger d'éventuels problèmes. Ce sont les seuls jeux Wii à pouvoir recevoir des correctifs.

### Conditions d'utilisation
Comme les jeux console virtuelle, les jeux WiiWare sont liés à la console sur laquelle ils ont été achetés, en cas de changement de matériel, les jeux ne peuvent pas être transférés. Il faut les racheter sauf si vous changez votre console via le SAV de Nintendo, auquel il faudra impérativement préciser que vous possédiez des jeux WiiWare sur votre ancienne console.

### Prix
Le prix des jeux était fixé par les développeurs, il pouvait varier de 500 à 2000 Nintendo Points, soit de 5 à 20 euros.

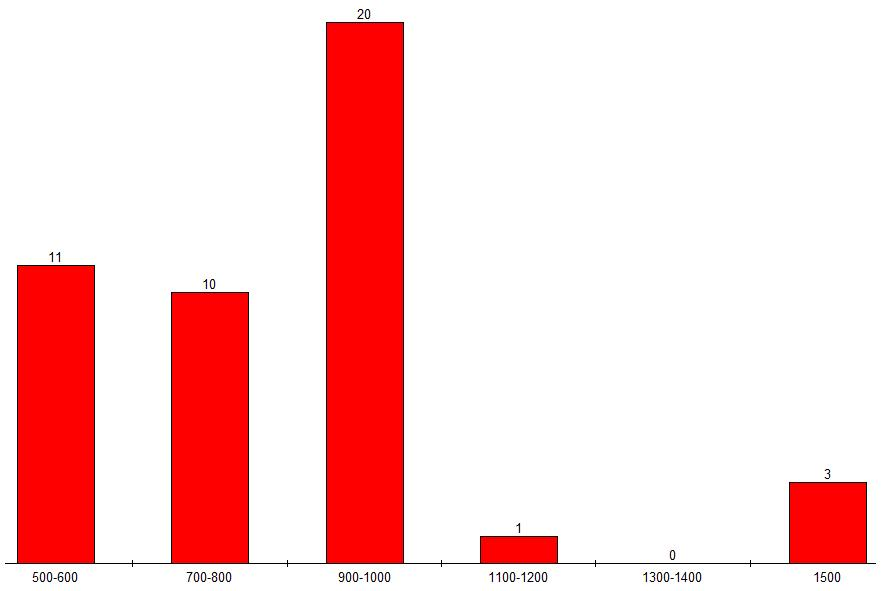
Répartition des jeux WiiWare en fonction de leur prix. (Chiffres arrêtés au 2009).